# Elisabetta Pandimiglio
Elisabetta Pandimiglio (* 1959 in Rom) ist eine italienische Autorin, Filmregisseurin und Drehbuchautorin.

## Leben
Pandimiglio machte ihren Abschluss in Literaturwissenschaften und war von 1981 bis 1985 an der Durchführung von Theaterprojekten für die „Associazione Culturale Punto Magnetico“ beteiligt; daneben recherchierte sie für die Italianistik-Abteilung der Universität La Sapienza in Rom und belegte Kurse für das Drehbuchschreiben. Von 1986 an war sie dann für das Fernsehen tätig; es entstanden bis 1992 zahlreiche historische und soziologische Dokumentarfilme. Die feministisch engagierte Pandimiglio gründete das „Telefono Rosa“ zum Thema Gewalt gegen Frauen (mit bis 2001 erschienenen jährlichen Berichten zum Thema) und engagierte sich in einer von Dacia Maraini mitbegründeten Initiative zur Untersuchung des Frauenbildes in den Medien.
Mit César Meneghetti, mit dem sie immer wieder zusammenarbeitete, inszenierte sie 1996 den kurzen Spielfilm Punti di vista, der mit einem Silbernen Band ausgezeichnet wurde, und im Jahr darauf den bei etlichen Festivals gezeigten Interferenze; weitere kurze Werke als alleinige Regisseurin folgten – Se un giorno qualcuno (1999), Cercando Eva (2000), Sem terra senza terra (2001), A Sud del Sud (2002) wurden mit verschiedenen Preisen ausgezeichnet. Nach dem mit Fabio Jaquone verfassten Theaterstück Merlino Caput LVIII wurde im Dezember 2001 der erste Roman Pandimiglios veröffentlicht, Ilia di notte. Filmprojekte in Brasilien und Belgien schlossen sich an.
2004 erhielt sie für Motorboy erneut ein Silbernes Band. Der Spielfilm Contromano aus dem Folgejahr wurde ein Kritikererfolg. Weitere Dokumentarstoffe fand Pandimiglio beim Radsport (Taccone – Fuga in salita), der faschistischen Vergangenheit Italiens (Testi e testimoni) und das Schicksal von Kindern strafgefangener Frauen (der bemerkenswerte, oftmals prämierte Mille giorni di Vito aus dem Jahr 2009). 2010 erschien ihr zweiter Roman, Il camoscio e il borrac. Der Dokumentarfilm Più come un artista beschäftigte sich 2011 mit dem Koch Gennaro Esposito. 2013 arbeitete sie am Multimedia-Projekt Fame und projektierte den Dokumentarfilm Sbagliate über Frauen, die nicht Mutter werden möchten.

## Filmografie (Auswahl)
- 1998: Interferenze (Ko-Regie, Buch)
- 2004: Motorboy (Dokumentarfilm)
- 2005: Contromano
- 2009: Mille giorni di Vito (Dokumentarfilm)